# Thalassodendron
Genre
Classification APG II (2003)
Thalassodendron  est un genre de plantes monocotylédones de la famille des Cymodoceaceae.

Le nom générique Thalassodendron dérive du grec « thalasso » (mer) et « dendron » (arbre), pour qualifier une plante qui vit dans la mer.

## Caractéristiques générales
Ce sont des plantes marines herbacées, vivaces, appartenant à la famille des Cymodoceaceae, dont les caractères distinctifs sont les suivants :
- Feuilles portant une gaine à leur base, une ligule à la jonction de la gaine et du limbe,
- Présence de nombreuses cellules à tanin sur les feuilles,
- Feuilles plates,
- Tige ne portant pas de feuilles à chaque nœud du rhizome,
- Gaine, à la base des feuilles, ne persistant pas comme une pelote de fibres,
- Bord des feuilles dentelé ; une tige érigée,  non ramifiés ou peu ramifiée, tous les 4 nœuds du rhizome.

## Liste d'espèces
Sont actuellement acceptées dans ce genre :

selon AlgaeBase :
- Thalassodendron ciliatum (Forsk.) Hartog, 1970

selon WoRMS et 
ITIS:
- Thalassodendron ciliatum (Forsk.) Hartog, 1970
- Thalassodendron pachyrhizum Hartog, 1970

## Synonymie
- Thalassodendron ciliatum
  - Cymodocea ciliata (Forsk.) Ehrenb. ex Asch., 1867
  - Phucagrostis ciliata (Forsk.) Ehrenb. & Hempr., 1900
  - Thalassia ciliata (Forsk.) K.D.Koenig, 1805
  - Zostera ciliata Forsk., 1775

- Thalassodendron pachyrhizum :
  - pas de synonyme.

## Distribution
Thalassodendron ciliatum est une espèce fréquente en mer Rouge et dans l'ouest de l'océan Indien. On la trouve sur les côtes du KwaZulu-Natal (Afrique du Sud), dans l'est de la Malaisie, les îles Salomon et le Queensland (Australie).
Thalassodendron pachyrhizum se recolte sur les côtes tempérées de l'Australie occidentale.